# Lives
Lives är en singel av Daron Malakian and Scars on Broadway, som släpptes den 23 april 2018 som den första singeln från Dictator. Låten skrevs för att hedra minnet av det armeniska folkmordet och för att fira dess överlevare och hjälpa till i läkningsprocessen. Malakian kommenterade att "Lives" riktar sig till alla folkslag som har fått utstå folkmord. Hälften av inkomsterna för låten från Itunes gick till att skicka första hjälpen-kit till republiken Artsach, som främst befolkas av armenier. Malakian kände att han ville uppmärksamma situationen i Artsach, där det rådde en väpnad konflikt med Azerbajdzjan.
Musikvideon innehåller traditionell armenisk folkdans och det var något Malakian ville ha med i musikvideon ända sedan han först skrev låten. Han ville att musikvideon skulle ses som en "moralboost" och få armenier att vara stolta över sin kultur. Malakian ansåg att människor i allmänhet tänkte på folkmordet när de hörde talas om armenier och att han med musikvideon ville visa upp en annan sida av armenisk kultur.

## Låtlista
Alla låtar är skrivna och komponerade av Daron Malakian, om inte annat anges. 
| Nr | Titel | Längd |
| -- | ----- | ----- |
| 1. | Lives | 4:05  |